# Дубсон, Михаил Иосифович
Михаил Иосифович Дубсон (наст. имя Моисей Файбиш-Иоселевич Дубсон; 19 [31] октября 1899, Смоленск — 10 марта 1961, Москва) — советский кинорежиссёр, сценарист, драматург.

## Биография
Родился 31 октября 1899 года в Смоленске в семье зубного врача Файбиша Ариевича Дубсона и мастерицы дамских шляп. Учился в частной мужской гимназии Н. П. Евневича. С детства увлекался музыкой, был любимым учеником известной смоленской виолончелистки Юлии Сабуровой. По окончании гимназии в 1916 году поступил на юридический факультет Московского университета. Продолжал заниматься музыкой, брал уроки виолончели у профессора Московской консерватории Альфреда Глена. В 1918 году оставил университет, работал в Наркомпроде РСФСР, в Хлебопродукте. 
В 1925 году как человек, имевший деловой опыт и свободно владевший немецким языком, был направлен в Берлин для работы в советском торгпредстве. Работал старшим бухгалтером финансового отдела, выступал в самодеятельном театре под руководством актрисы, жены Максима Горького Марии Андреевой, которая заведовала художественно-промышленным отделом торгпредства. Под её влиянием увлёкся кино. В торгпредстве познакомился с Владимиром Нильсеном, с которым в дальнейшем поддерживал дружеские отношения. С разрешения советского полпреда работал на немецких кинофирмах «Атлантикфильм» и «Лёв-фильм». Основательно познакомившись с германским кинопроизводством, снял в качестве режиссёра два антимилитаристских фильма — «Два брата» (1929) и «Ядовитый газ» (1930), в работе над которым участвовали Сергей Эйзенштейн и Эдуард Тиссэ. Женился на актрисе Хильде Еннингс. Жил в берлинском районе Вильмерсдорф, на Рюдесхаймер плац 11. Вернувшись в Советский Союз, полностью посвятил себя работе в кино.
С осени 1930 года работал на Межрабпомфильме. С самого начала критика обрушилась на него с обвинениями в формализме. В сценарии «Культ предков» по одной из «Китайских новелл» Оскара Эрдберга отмечалось «проявление худших реакционных тенденций советской кинематографии прошлых лет», и съёмки были остановлены. После сложных и мучительных переделок в 1934 году он завершил на Ленинградской кинофабрике фильм «Граница» о жизни польского местечка близ советской границы. «Недавно я видел удивительный фильм — «Граница», — пожалуй, столь же красивый фильм, столь же мощный и столь же насыщенный, как «Чапаев», — писал Максим Горький. Статья о фильме Дубсона в «Правде» называлась «Ещё одна замечательная картина».
В 1935 году совместно с Ильей Траубергом работал над фильмом «Падение Ангела», в котором  Михаил Жаров играл роль взломщика несгораемых шкафов. Попав в лагерь, Васька-Ангел проходил трудовую «перековку» и откалывался от блатного мира, за что был убит бывшими сообщниками. Однако сценарий не понравился Горькому, и проект законсервировали. В том же году принимал участие в работе над документальным фильмом Ленинградской студии кинохроники «Нам 18 лет» о праздновании 7 ноября в Ленинграде.
В марте 1937 года на экраны вышел новый фильм Дубсона — «Большие крылья» о советском конструкторе самолета‑гиганта, разбившегося при испытаниях. Однако драматический конфликт не укладывался в привычные схемы официального оптимизма. 12 апреля 1937 года газета «Правда» опубликовала разгромную редакционную статью «Фальшивая картина». Фильм был тут же снят с экранов.
19 декабря 1937 года Дубсон был уволен с «Ленфильма» «ввиду невозможности использования на работе режиссёра» и вскоре арестован по подозрению во вредительских намерениях. В 1939 году с приходом Лаврентия Берии на пост главы НКВД его освободили, но снимать по‑прежнему не давали. В 1940 году совместно с Ильей Траубергом он поставил на «Мосфильме» музыкальный фильм «Концерт-вальс» («Киноконцерт» № 2), вышедший на экраны в марте 1941 года.  В 1941 году по инициативе Сергея Эйзенштейна готовил экранизацию пьесы Николая Погодина «Кремлёвские куранты», но война помешала реализации этого проекта.
24 июня 1941 года по подозрению в шпионской деятельности была арестована его жена, Хильда Еннингс, которая работала художницей-надомницей на фабрике ширпотреба. Постановлением Особого Совещания при НКВД СССР от 8 апреля 1942 года она была признана виновной по статье 58-1а и осуждена к ссылке в Северный Казахстан сроком на 5 лет.
Рассматривался в качестве кандидата на постановку фильма «Котовский», который уже давно хотел снять, собирая для него материал, но в итоге её поручили Александру Файнциммеру.
Дубсон не снимал почти семнадцать лет. В это время ещё раз женился, работал юристом, писал пьесы и сценарии, которые остались нереализованными. В 1954 году во МХАТе начались репетиции спектакля по его пьесе «Буревестник» о Горьком. Однако её не приняли Екатерина Пешкова и Ольга Книппер‑Чехова.
В 1957 году экранизировал на «Ленфильме» пьесу Владимира Билль‑Белоцерковского «Шторм». Этот фильм, о котором Григорий Козинцев сказал, что в нём «ощущается активное присутствие режиссёра», стал последней работой Дубсона в кино.
Умер 10 марта 1961 года. Похоронен в Москве на Донском кладбище.

## Фильмография

### Режиссёр
- 1929 — Zwei Brüder / Два брата
- 1929 — Giftgas / Ядовитый газ
- 1935 — Граница
- 1937 — Большие крылья
- 1940 — Концерт-вальс (с Ильёй Траубергом)
- 1957 — Шторм

### Сценарист
- 1929 — Ядовитый газ
- 1935 — Граница
- 1936 — Девушка с Камчатки[26]
- 1937 — Большие крылья
- 1957 — Шторм

## Нереализованные замыслы
- 1931 – Культ предков
- 1935 – Падение Ангела (сценарий Владимира Скрипицына)
- 1935–1941 – Котовский (сценарий Алексея Толстого)
- 1945 – Охота на тигра (заявка и либретто совместно с Николаем Шпановым)
- 1947 – Новые горизонты / Илья Перов и товарищи (литературный сценарий, драма в 4-х актах и 5-ти картинах)
- 1949 – Посланец партии (пьеса в 4-х действиях)
- 1952 – У синего моря (комедия в 1-м действии)
- 1952 – На полном ходу (пьеса в 1-м действии)
- 1954 – Буревестник (пьеса)
- 1954 – Слава и Лиза (литературный сценарий)
- 1955 – Былое (литературный сценарий)
- 1950-е – Полный свет (комедия в 4-х действиях)
- 1950-е – На высоком берегу (литературный сценарий)